# E.E. Cummings
Edward Estlin Cummings, ibland stiliserat som e.e. cummings, född 14 oktober 1894 i Cambridge, Massachusetts, död 3 september 1962 i North Conway, New Hampshire, var en amerikansk poet, målare och novellist. Han skrev ungefär 2 900 dikter, två biografiska texter, fyra pjäser och otaliga uppsatser. Han är en av 1900-talspoesins mest populära röster.

## Biografi
1917 reste han till Frankrike och arbetade som ambulansförare för Röda Korset. Det dröjde innan han fick sin ambulans och under tiden uppehöll han sig i Paris. Han förälskade sig i staden, som kom att bli en plats dit han återvände många gånger under sitt liv. Cummings skrev under tiden som ambulansförare brev hem där han beskrev hur han föredrog franska soldaters sällskap framför sina kollegors. Han och en vän skrev öppet om sin pacifistiska inställning; de hatade inte tyskarna och stöttade inte detta krig. Den 21 september 1917, blev han och hans vän William Slater Brown arresterade av franska militären misstänkta för spioneri. Han anklagades för förräderi och internerades i ett läger för krigsfångar vilket han skriver om i sin roman The enormous room (Det jättestora rummet) 1922.

## Poesi

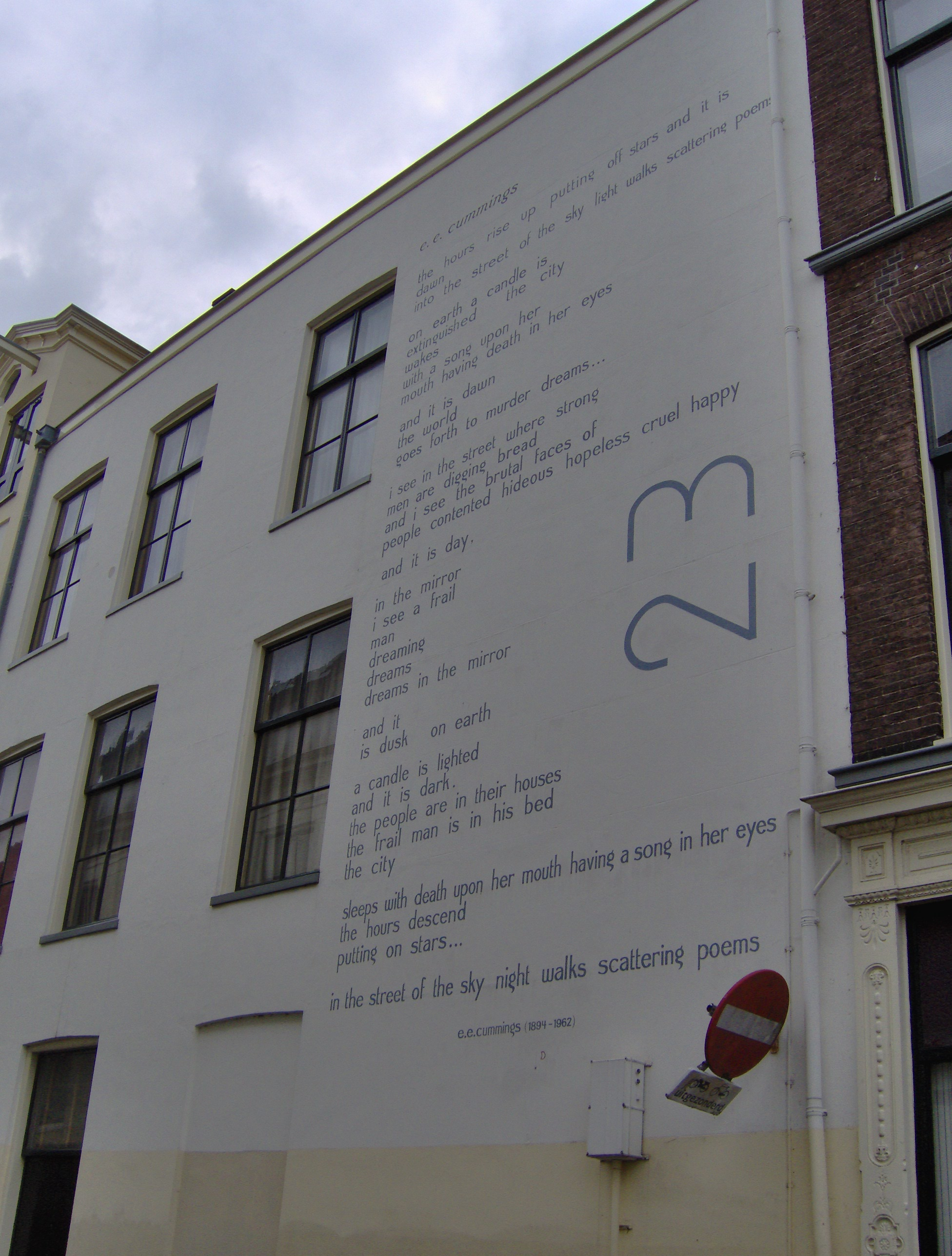
e e cummings dikt The hours rise som väggdikt på Nieuwe Rijn 36 i den holländska staden Leiden.

Trots Cummings lojalitet gentemot avantgarde-stilen så är många av hans verk väldigt traditionella. Många av hans dikter är sonetter, fast med en modernistisk ton. Hans teman var ofta kärleken och naturen. Eftersom Cummings också var målare förstod han vikten av presentationen; han ville att man med hjälp av orden skulle kunna se dikten framför sig i bilder. 
Han influerades av amerikanska modernister som Gertrude Stein och Ezra Pound, liksom av europeiska konstriktningar som dadaism och surrealism.